# Crepidorhopalon hepperi
Crepidorhopalon hepperi är en tvåhjärtbladig växtart som beskrevs av E. Fischer. Crepidorhopalon hepperi ingår i släktet Crepidorhopalon och familjen Linderniaceae. Inga underarter finns listade i Catalogue of Life.